# Vince Clarke
Vincent Clarke, geboren als Vincent John Martin (South Woodford, Essex, 3 juli 1960) is een Britse popmusicus en songwriter, die van verschillende succesvolle popgroepen deel uitmaakte, waaronder Depeche Mode, Yazoo en Erasure.

## Biografie
Clarke groeide op in Basildon en studeerde eerst viool en vervolgens piano.
In de late jaren 70 vormde Clarke met een schoolvriend de band No Romance in China, die een kort leven had. In 1979 vormde hij samen met Martin Gore de groep French Look, later hernoemd in Composition of Sound. Vince Clarke was in eerste instantie de zanger.

### Depeche Mode
In 1980 werd zanger Dave Gahan toegevoegd aan de band en werd de naam weer veranderd in Depeche Mode.
Depeche Mode maakte aanvankelijk met synthesizers gemaakte electropopmuziek. Het eerste album was Speak and spell met de Britse hitsingles New life en Just can't get enough in 1981. Depeche Mode verkreeg hierna internationale bekendheid.

### Yazoo
Clarke verliet Depeche Mode vlak na het uitbrengen van het eerste album. Hij vormde toen met zangeres Alison Moyet een nieuwe electropopband, genaamd Yazoo, die enkele grote hits had, waaronder Only you en Don't go. In 1983 ging Yazoo uit elkaar, waarna Alison Moyet een succesvolle solocarrière begon.

### Eenmalige samenwerkingen
In de volgende jaren werkte Clarke met verschillende artiesten samen, waaronder vermeldenswaardig zijn:
- Paul Quinn met de single One Day
- Feargal Sharkey als The Assembly met de bescheiden hit Never never
- Freeform Five op het nummer What Do I Want From You?

### Erasure
In 1985 plaatste hij een advertentie in Melody Maker voor een zanger. De 41ste aanmelding was Andy Bell, met wie hij de groep Erasure vormde. Deze band werd later een van de best verkopende groepen in de Britse geschiedenis.
- Biblioteca Nacional de España: XX889381
- Bibliothèque nationale de France: cb138925418 (data)
- Gemeinsame Normdatei: 134348044
- International Standard Name Identifier: 0000 0001 1594 9778
- Library of Congress Control Number: no2006089004
- Nationale Bibliotheek van Letland: 000094771
- MusicBrainz: 6ef12fc1-40f4-41ea-ac52-f487840255bd
- Nationale Bibliotheek van Tsjechië: ola2002152004
- Nationale Bibliotheek van Israël: 987011050450705171
- Nederlandse Thesaurus van Auteursnamen: 071870431
- Système universitaire de documentation: 086911716
- Virtual International Authority File: 11061775
- WorldCat: E39PBJcRcp33PM8YY6F6RyTbVC